# Jongo
Jongo ist ein traditioneller brasilianischer Tanz- und Musikstil im 6/8-Takt, der auch unter dem Namen Caxambu bekannt ist. Er hat seinen Ursprung in Afrika, möglicherweise in Angola. Der Jongo war früher in den Bundesstaaten Rio de Janeiro, Espírito Santo, São Paulo und Minas Gerais verbreitet, wird heute aber kaum noch gespielt. Er zählt zu den Vorläufern des Samba, der diesen weitgehend verdrängt hat.